# Araras do Pará
Arara do Pará (também conhecido como Ukarãngmã ou simplesmente Arara) é um povo indígena brasileiro.
Habita a margem esquerda do rio Iriri, no estado brasileiro do Pará, mais precisamente nas terras indígenas Arara e Cachoeira Seca do Iriri. No ano de 1994 sua população estimada era de 158 pessoas. Em estimativa de 2014, realizada pela Secretaria Especial de Saúde Indígena (SESAI), tal grupo contava com 377 indivíduos. Falam uma língua da família Karib.
As mulheres dessa tribo usam como roupa apenas uma espécie de cinto chamado "uluri", feito de entrecasca de árvore. A presença dele significa que a mulher não está disponível sexualmente e a aproximação só acontece quando ela o retira. Se, por acaso, esse cinto se romper a mulher se sente nua e desprotegida. No ritual de passagem que marca a transição entre a infância e a vida adulta, os meninos ficam reclusos na casa dos homens e têm que passar por sofrimentos físicos e dar novas provas de força. Embora não haja um espaço físico determinado, as meninas também têm que cumprir alguns rituais de passagem.